# Macrosiphoniella hikosanensis
Macrosiphoniella hikosanensis är en insektsart. Macrosiphoniella hikosanensis ingår i släktet Macrosiphoniella och familjen långrörsbladlöss. Inga underarter finns listade i Catalogue of Life.